# 1992 في كرواتيا
فيما يلي قوائم الأحداث التي وقعت خلال عام 1992 في كرواتيا.

## سياسة

### تعيين في المنصب
- 12 أغسطس – ايفو ساندر وزير العلم والتعليم.

## مواليد

### يناير
- 10 يناير – شيمي فرساليكو لاعب كرة قدم كرواتي.

### مارس
- 16 نوفمبر – مارسيلو بروزوفيتش لاعب كرة قدم كرواتي.

### مايو
- 22 مايو – هنريك شيركو لاعب كرة سلة كرواتي.

### يونيو
- 28 يونيو – ماركو بوفينيتش لاعب كرة يد كرواتي.

### يوليو
- 9 يوليو – توني كاتيش
- 17 يوليو – إيغور بوبنيتش لاعب كرة قدم كرواتي.

### أغسطس
- 30 أغسطس – فيليب إفيتش لاعب كرة يد كرواتي.

### سبتمبر
- 9 سبتمبر – ستيب ماندالينيتش لاعب كرة يد كرواتي.

### نوفمبر
- 16 نوفمبر – مارسيلو بروزوفيتش لاعب كرة قدم كرواتي.

### أغسطس
- 22 أغسطس – ليوبومير كوكيزا (مواليد 1920) لاعب كرة قدم.

### أكتوبر
- 30 أكتوبر – ديونيزيي دفورنتش (مواليد 1926) لاعب كرة قدم كرواتي.